# پرتغال
پرتغال (در ایران) یا پُرتُگال (در افغانستان) (به پرتغالی: Portuguesa) با نام رسمی پرتغال (به پرتغالی: República Portuguesa) کشور فراقاره‌ای در غرب اروپا واقع در در شبه جزیره ایبریا است. جمعیت آن تقریباً ۱۰/۵ میلیون نفر، پایتخت آن لیسبون و زبان رسمی آن پرتغالی است که از شاخهٔ زبان‌های رومی می‌باشد.
واحد پول پرتغال یورو است. این کشور از اعضای اتحادیه اروپا و ناتو است و شیوه حکومتی آن جمهوری پارلمانی است. پرتغال جزء کشورهای توسعه‌یافته به‌شمار می‌آید. دین مردم این کشور مسیحیت از شاخه کاتولیک رومی است.
پرتغال غربی‌ترین کشور سرزمین اصلی اروپاست و خاک پرتغال به همراه تنها همسایه خود اسپانیا شبه‌جزیره ایبری را تشکیل می‌دهد.
پرتغال از سوی غرب به اقیانوس اطلس محدود شده است و دو مجمع‌الجزایر آزور و مادیرا واقع در این اقیانوس نیز جزء خاک پرتغال هستند.
کشور پرتغال دو منطقه کلان‌شهری عمده دارد که یکی کلان‌شهر لیسبون در جنوب و دیگری کلان‌شهر پورتو در شمال است. استنام کامل پورتو، پورتو-کاله بوده است که به معنی بندر کال‌ها (نام قومی سلتی) است و نام پرتغال نیز تلفظی از نام پورتو-کاله است. مناطق پورتو و لیسبون از قدیم با یکدیگر در رقابت بوده‌اند.
در دوران باستان ساکنان سرزمین کنونی پرتغال را اقوام سلتی گالاسی و لوسیتانی تشکیل می‌دادند و این منطقه بعداً بخشی از امپراتوری روم شد و سپس قبایل گوناگون ژرمن نیز به این سرزمین آمدند. ناحیه پرتغال در سده هشتم میلادی به تصرف مسلمانان موری (مراکشی) درآمد ولی شوالیه‌های مسیحی بعداً مسلمانان را از این منطقه راندند. زبان پرتغالی امروزه به زبان لاتین بیش از سایر زبان‌های اروپایی شباهت دارد.
پرتغال در سال ۱۱۳۹ میلادی اعلام پادشاهی مستقل کرد. گرچه امپراتوری بزرگی که با کوشش دریانوردان پرتغالی به وجود آمده بود بعداً روی به افول نهاد، آنچه هنوز برجای مانده به حدی است که امروزه دولت پرتغال سومین کشور بزرگ مستعمراتی جهان به‌شمار می‌رود.
روزگاری حکومت استعماری پرتغال شامل برزیل، گینه بیسائو، موزامبیک و آنگولا در آفریقا، تیمور شرقی و بخش‌هایی از قلمرو هند بود. در دهه ۱۹۶۰ میلادی، به دنبال استقلال بسیاری از کشورهای آفریقایی که پیش از آن مستعمرهٔ سایر قدرت‌های استعماری بودند، پرتغال با نگرانی، بخش‌های استعماری را بخش‌های جدایی‌ناپذیر خود دانست به این ترتیب، بسیاری از این مناطق در حدود پانزده سال برای کسب آزادی و استقلال مبارزه کردند و سرانجام، در سال ۱۹۷۴ این امر به سقوط نظام دیکتاتوری و فاشیستی پرتغال منجر شد. یک سال بعد، کشورهای تحت سلطه و استعمار پرتغال، البته به جز ماکائو، صاحب استقلال شدند.
سیب‌زمینی، گوجه‌سبز، زیتون، انگور و لبنیات از فراورده‌های کشاورزی و دامی پرتغال و پارچه، کفش، کاغذ، فراورده‌های پتروشیمی، پلاستیک، سفال و شراب از تولیدات آن است.

## نام
واژه پرتغال از نام رومی-سلتی شهر پورتوس کاله (Portus Cale) آمده است. ویلا نوا د گایا امروزی در دهانه رود دورو در شمال پرتغال در مکان آن قرار دارد. نام شهر از ترکیب واژه لاتین portus به معنای بندر و واژه کاله آمده که ریشه آن ناشناخته است. یک توضیح اصلی این است که کاله نام دیگر مردم کاسترو بود که به نام‌های کالائیسی، گالائیسی یا گالائیسیا نیز شناخته می‌شدند و در شمال غرب ایبری ساکن بودند. نام‌های کاله و کالائیسی ریشه نام‌های گایا در (ویلا نوا د گایا) و گالیسیا هستند.
یک فرضیه دیگر پیشنهاد می‌کند کاله مشتقی از واژه سلتی برای بندر است که در ایرلندی caladh یا در گیلیک اسکاتلندی cala نامیده می‌شود. برای این توضیح نیاز است که زبان رومی منطقه سلتی Q باشد در حالی که سلتی P است. گرچه برخی از پژوهشگران باور دارند زبان‌های سلتی یک ریشه دارند و واژگانی همچون کاله، گال، گایا، کالائیس، گالاتیا، گالیسیا، گیلیک، گائل، گائول، ویلز، والونیا و غیره همگی یک ریشه سلتی مشترک دارند.
یک فرضیه دیگر پیشنهاد می‌کند که کالا نام یک الهه سلتی بود (مقایسه کنید با Cailleach گیلیک). برخی پژوهشگران فرانسوی معتقدند ممکن است پرتغال از Portus Gallus به معنای بندر گال‌ها یا سلت‌ها آمده باشد.

## تاریخ
نام نخست پرتغال، پورتو-کاله بود و آن نام شهر کوچکی بود واقع در کنار رودخانه دورو که در زمان‌های قدیم شکوه و رونقی خاص داشت و ناحیه اطراف این شهر (اوپورتوی کنونی) سرزمین پرتغالی (Terra portucalense) نامیده می‌شد.
رومیان در این سرزمین آیین مسیحیت را جایگزین پرستش خدایان قدیم ساختند. این دین حتی در دوره خلفای اسلامی بر پرتغال نیز همواره باقی و برجا بود.
ویریاتوس رهبر قوم جنگاور لوسیتانی با افراد خود به پاسگاه‌های رومیان حمله کرده و با این عمل خود نظر و توجه دنیای متمدن آن روز را به خویش معطوف داشت. نجبا و اشراف مسیحی در بحبوحه قدرت دولت اسلامی، یعنی در آن زمان که سپاهیان اسلام تا سواحل رود دوئرو پیش رفته بودند، با آنها دست و پنجه نرم می‌کردند. آلفونسو هانریکوس، نبردهای ملی را متمرکز ساخت و دولت پرتغال را بنیان نهاد و خود اولین سلطان آن شد (۱۱۴۰م). پادشاهانی که پس از وی به سلطنت رسیدند در راه تحقق وحدت کشور کوشش بسیار به‌عمل آوردند و سرزمین پرتغال را مستحکم ساختند. از جمله این سلاطین سانچوی مستعمره‌گیر، آلفونسوی دوم، معروف به چاق، دینیژ کشتکار و پدروی ستمگر هستند.

### روزگار دریانوردی
بیش از چهارصد سال قبل، دریانوردان پرتغالی راه‌های دریایی گوناگونی را کشف و بر روی نقشه ثبت کردند. همین راه‌ها بود که سنگ اول بنای امپراتوری مستعمراتی عظیم پرتغال را بنیان نهاد.
در بین مردانی که در سده‌های میانه برای تبدیل پرتغال به یک ملت بزرگ دریانورد کمک کرده‌اند باید شاهزاده هانری دریانورد (۱۳۹۵–۱۴۶۰ م) را نام برد. وی، به جای آنکه به زندگی اشرافی و درباری بپردازد، گروهی از بهترین اخترشناسان، ریاضیدان و دریانوردان روزگار را گرد خود جمع کرد تا به پژوهش و بررسی جهان‌های نادیده‌ای که در ورای تمدن غرب قرار داشت، بپردازند.
کوشش‌های او منجر به این شد که دریانوردان پرتغالی از دماغه بوژادور در سواحل آفریقا بگذرند و پرتغال چنان ثروت و قدرتی پیدا کند که مدت‌ها پس از مرگ او باقی بماند.
در دوره‌ای که در تاریخ پرتغال به‌عصر زرین شهرت دارد، اکتشافات جغرافیایی مهمی به‌عمل آمد. بارتولومئو دیاز تا دماغه امید نیک. یعنی جنوبی‌ترین نقطه قاره آفریقا پیش راند (۱۴۸۷م). پس از وی واسکو دو گاما بزرگ‌ترین کاوشگر پرتغالی، راه‌های دریایی هند و شرق را پیدا کرد. شبکه عظیم راه‌های دریایی پرتغال موجب آن شد که این دولت پایگاه‌هایی در ایران، سیلان، چین، ژاپن، و سایر قسمتهای جهان به‌دست‌آورد. جنگ شاه عباس با پرتغالی‌ها جنگی بود که دست آنها را از تنگهٔ هرمز کوتاه کرد. این عصر زرین تا زمانی که یکی از پادشاهان اسپانیا پرتغال را تسخیر کرد، ادامه یافت.
تسلط اسپانیا بر پرتغال ۶۰ سال به طول انجامید. سرانجام پرتغالی‌ها در ۱۶۴۰م استقلال خود را بازیافتند و دگربار اقدامات سریعی به‌منظور تحکیم پایه‌های سیادت دریایی، که در مدت تسلط اسپانیایی‌ها تا حدی به دست انگلیسی‌ها و هلندی‌ها افتاده بود، به‌عمل آوردند. در همین دوره است که پرتغالی‌ها سرزمین گسترده و پر ثروت برزیل را کشف کردند و آن را مستعمره خویش ساخته قهوه و شکر و برنج و الماس آن را به کشور خود بردند.

## روزگار معاصر
در آغاز سده نوزدهم آتش جنگ سراسر اروپا را فراگرفت. در ۱۸۰۷ م نیروهای فرانسه از مرزهای پرتغال عبور کرده مقاومت مردم این سرزمین را در هم شکستند و به لیسبون هجوم آوردند. در مدت اشغال پرتغال به دست فرانسوی‌ها پایتخت به برزیل انتقال یافت. پس از شکست ناپلئون، خاندان سلطنتی و دولت به لیسبون بازگشت. برزیل هم استقلال یافت.
پرتغال در سده نوزدهم غالباً دچار بی‌ثباتی سیاسی بود. امپراتوری پرتغال در آفریقا تثبیت شد، هر چند این کشور در رقابت برای استعمار آفریقا توان دستیابی به سرزمین‌های بیشتر را نداشت. رژیم پرتغال پس از انقلاب خونین ۱۹۱۰ م که منجر به سرنگون کردن رژیم استبدادی آن کشور شد، به یک حکومت جمهوری مبدل شد، ولی جمهوری پرتغال نیز بی‌ثبات بود و در ۱۹۲۶ نظامیان قدرت را در دست گرفتند.
در ۱۹۳۲ ژنرال «آنتونیو اولیویرا سالازار» یک حکومت دیکتاتوری را که از فاشیسم ایتالیایی الهام می‌گرفت در پرتغال برپا داشت. دیکتاتوری سالازار مانند دیکتاتوری فرانکو در اسپانیا متکی به ارتش و اقتدار اخلاقی کلیسای پرتغال بود. سالازار هرگونه تحول و پیشرفت اجتماعی در درون کشور را سد کرد و از سوی دیگر جنبش‌های ملی در مستعمرات پرتغال را سرکوب کرد. او پس از سقوط فاشیسم در آلمان نیز توانست بر مسند قدرت باقی بماند و آمریکا و حتی اروپای زخم دیده از فاشیسم، از بیم نفوذ کمونیست‌ها در پرتغال و اسپانیا، این دو ژنرال متحد هیتلر را حمایت کردند تا بر قدرت باقی بمانند و با موج سقوط فاشیسم از صحنه حذف نشوند. آنها بتدریج به دیکتاتورهای مصلح پرتغال و اسپانیا مشهور شدند. البته روی امواج خونی که در هر دو کشور از انقلابیون و نیروهای مترقی براه انداخته بودند. سالازار، دیکتاتور پرتغال، به همراه ژنرال فرانکو در اسپانیا، آخرین بازمانده‌های دوران سلطه فاشیسم بر بخش مهمی از اروپا بودند.
در ۱۹۷۴ کودتای نظامی چپگرای روی داد که رهبران آن به مستعمرات آفریقایی استقلال دادند (۱۹۷۴ تا ۱۹۷۵) و در آغاز کوشیدند تا نظامی مارکسیستی بر کشور تحمیل کنند؛ ولی انتخابات در ۱۹۷۶ چپ افراطی را قاطعانه کنار زد. پرتغال انتقال از دیکتاتوری به دموکراسی را به اجرا گذاشت و دولت غیرنظامی بار دیگر استقرار یافت و این کشور در عین حال با از دست رفتن مستعمرات و عضویت در جامعه اروپا (از ۱۹۸۶) اتحاد نزدیکتری با دیگر ملل اروپا یافت.

چشم‌اندازی از بندرگاه قدیمی و مرکز شهر پورتو
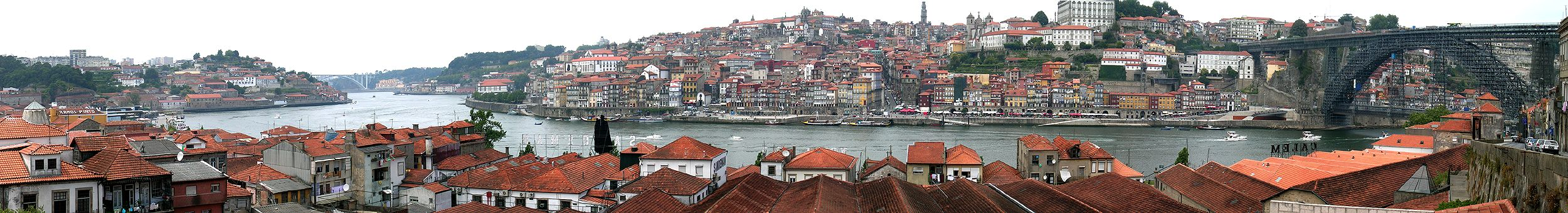

## سیاست

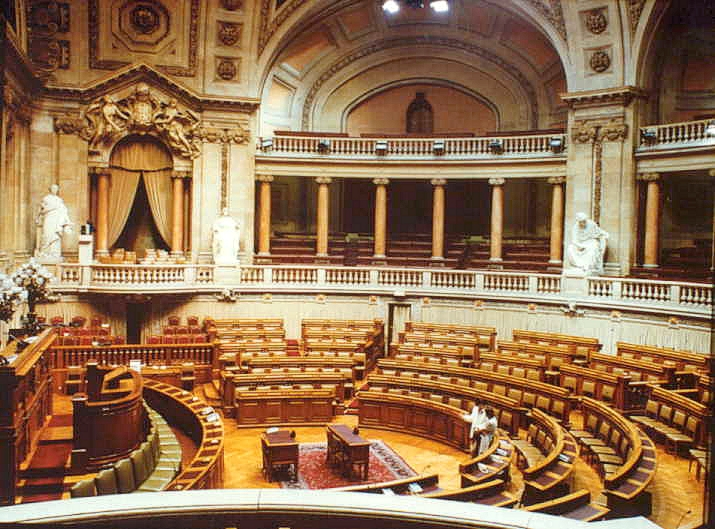
پارلمان کشور پرتغال

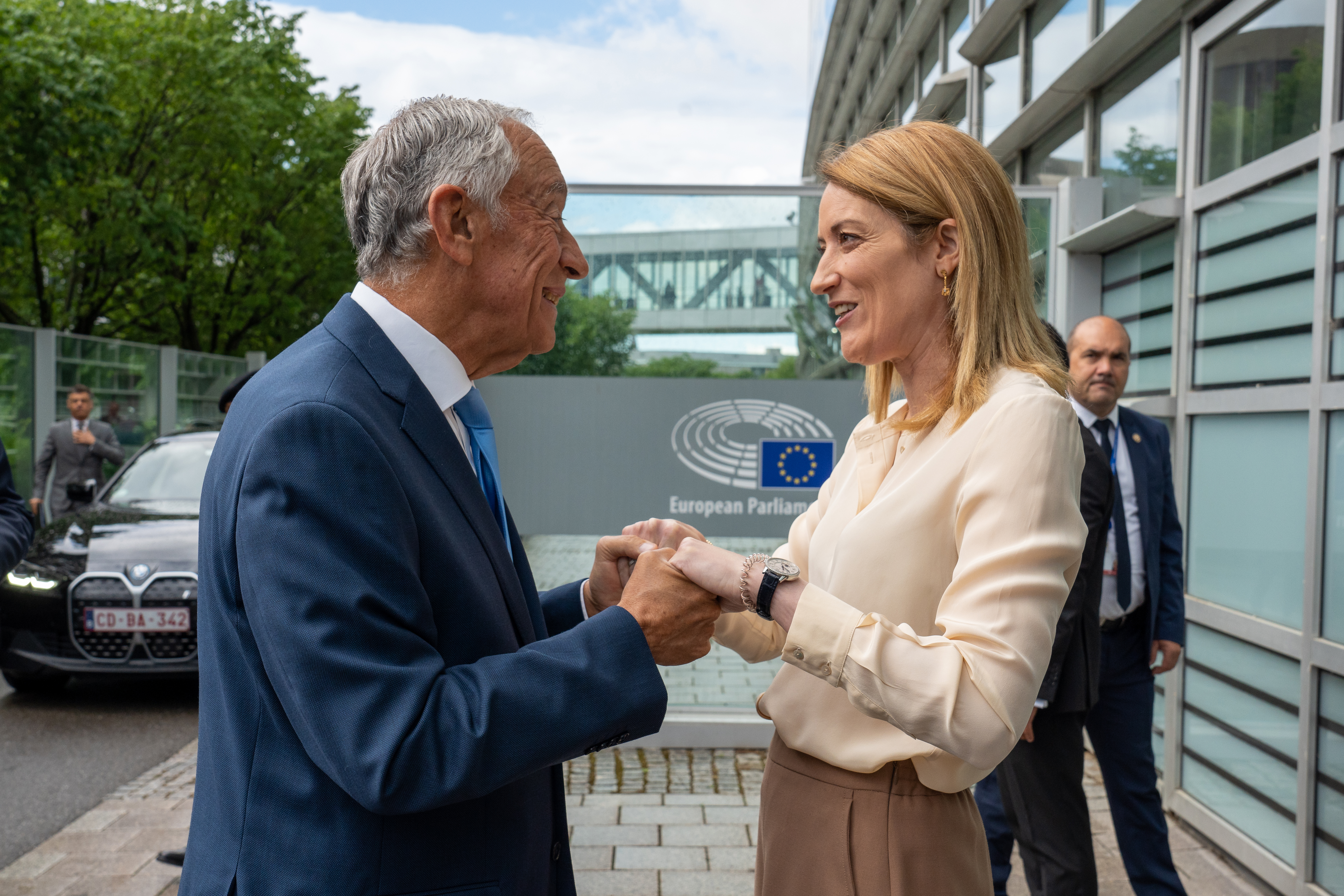
مارسلو ربلو دی سوسا بیستمین رئیس‌جمهور پرتغال و روبرتا متسولا رئیس پارلمان اروپا

این کشور تا ۵ اکتبر ۱۹۱۰ رژیم پادشاهی داشت ولی با گریز پادشاه به برزیل این کشور دارای جمهوری شد.
در ژوئن ۲۰۱۱ سوسیال دموکرات‌ها توانستند در انتخابات، سوسیالیست‌های تحت رهبری ژوزه سوکراتس نخست‌وزیر وقت پرتغال را که از سال ۲۰۰۵ زمام قدرت را در این کشور در دست داشتند شکست دهند.
نخست‌وزیر پرتغال پس از شکست حزب حاکم سوسیالیست در انتخابات با پذیرش مسئولیت این شکست از رهبری حزب استعفا داد.
نخست‌وزیر کنونی پرتغال آنتونیو کوشتا می‌باشد که در سال ۲۰۱۵ با ائتلاف احزاب چپگرا موفق به تشکیل دولت گردید.
شیوه حکومتی پرتغال، دموکراسی پارلمانی است و این کشور جمهوری نیز هست که رئیس‌جمهور آن برای دوره‌های پنج‌ساله از سوی مردم انتخاب می‌شود. رئیس‌جمهوری کنونی پرتغال مارسلو ربلو ده سوزا است که او را در سال ۲۰۱۶ برگزیدند.
مجلس جمهوری، قوهٔ مقننهٔ پرتغال است که از ۲۳۰ نماینده تشکیل شده است.
در خردادماه ۹۶ در پی آتش‌سوزی در جنگل‌های مرکز این کشور دست‌کم ۶۱ نفر جان خود را از دست داده‌اند و ده‌ها نفر دیگر نیز مصدوم شدند. در آن ماه در چندین منطقه پرتغال دمای هوا به بیش از ۴۰ درجه سانتی‌گراد رسید که نزدیک به ۶۰ مورد آتش‌سوزی در جنگل‌های این کشور در پی داشت. اما این آتش‌سوزی یک قربانی سیاسی نیز داشت. کونستانکا اوربانو دسوزا، وزیر کشور پرتغال ناگزیر به استعفا شد. خشم پایتخت نشینان پرتغالی موجب شد که مردم به خیابان‌های لیسبون بریزند و خواستار استعفای تمامی وزرای کابینه شوند.

### قانون و عدالت کیفری
مجازات اعدام در پرتغال در سال ۱۸۶۷ لغو شده است. حکم اعدام تا سال ۱۹۷۶ و تنها در زمان جنگ و در موارد معدود در پرتغال صادر می‌شد. مجازات اعدام در دوران آنتونیو ده الیویرا سالازار (۱۹۲۶ ۱۹۷۴) یک بار هم اجرا نشده است. قانون اساسی، که در دوره حکومت نظامیان چپ‌گرا در پرتغال تدوین شد، مجازات حبس ابد را هم منع کرده است. طولانی‌ترین مجازات زندان در این کشور ۲۵ سال است.
پرتغال همین‌طور به‌خاطر جرم‌زدایی از مواد مخدر در سال ۲۰۰۱ نیز شناخته می‌شود و اولین کشوری است که دست به چنین اقدامی زده است. در پرتغال، از در اختیار داشتن تمام ماده‌های مخدری که مصرف آنها در دیگر کشورهای توسعه‌یافته ممنوع است مانند حشیش، کوکائین، هروئین و ال‌اس‌دی، جرم‌زدایی شده است. در حالی که داشتن مواد جرم نیست، قاچاق (حمل و نقل) آن و در اختیار داشتن بیش از مقدار مورد نیاز برای «مصرف شخصی در ۱۰ روز» جرم بوده و می‌تواند با مجازات‌هایی همچون زندان و جریمه مواجه شود. مصرف این نوع از مواد (به جز ماری‌جوآنا) برای رده سنی ۱۶ تا ۱۸ سال ممنوع است. پس از جرم‌زدایی در پرتغال، آمار ابتلای به اچ‌آی‌وی در سال ۲۰۰۹ تا ۵۰ درصد، کاهش یافته است.
در ۳۱ مه ۲۰۱۰، پرتغال ششمین کشور اروپایی و هشتمین کشور در جهان شد که ازدواج همجنس‌گرایان را در سراسر کشور مجاز شمرد. این قانون از ۵ ژوئن ۲۰۱۰ به اجرا گذاشته شد.

## جغرافیا
پرتغال کشوری است کوچک که در حاشیه غربی شبه جزیرهٔ ایبری یعنی پایین‌ترین بخش جنوب غربی اروپا قرار دارد.
این سرزمین را می‌توان دنباله فلات مرتفع مرکزی اسپانیا دانست که هرچه به طرف دریا پیش می‌رود، ارتفاعش کم و کمتر می‌شود. سواحل غربی و جنوبی آن را اقیانوس اطلس فرا گرفته و در شرق آن کشور اسپانیا قرار دارد.
پرتغال از مشرق و شمال به اسپانیا محدود است. مساحت پرتغال ۹۲٬۲۱۲ کیلومتر مربع است؛ یعنی کم و بیش اندازه مجارستان یا اردن. طول این کشور، از شمال به جنوب، ۶۳۰ کیلومتر و حداکثر عرضش ۲۱۷ کیلومتر است. طول خطوط ساحلی آن، در مغرب از رود مرزی مینیو در شمال تا تخته‌سنگ‌های ساحلی و پرتگاه‌های مرتفع دماغه سنن وینسنت ۶۴۰ کیلومتر است، و در جبهه جنوبی، از این دماغه تا دهانه رود گوادیانا ۱۶۰ کیلومتراست. کلیه بندرگاه‌های عمده در مغرب کشور قرار دارند.
جزایر مادیرا و آزور در اقیانوس اطلس به ترتیب حدود ۱۰۰۰ کیلومتر و ۱۲۰۰ کیلومتر در سمت جنوب غربی با سرزمین اصلی فاصله دارد. رودهای مهم پرتغال، تاگوس (ریو تژو)، دورو، رود گوادیانا و بلندترین نقطه سرزمین اصلی قله استرلا با ۱۹۹۳ متر ارتفاع است. پرتغال آب و هوایی معتدل دارد که در شمال مرطوب‌تر و در جنوب و نواحی دور از دریا خشک‌تر و گرم‌تر است.
در پس جلگه‌ای ساحلی در شمال رود تاگوس ناحیه مرتفعی قرار دارد که در مرکز آن رشته‌کوه اصلی کشور یعنی سرا دا استرالا قرار دارد و فلاتی عریض در شمال شرق ادامه گسل مسستای اسپانیا است. در جنوب رود تاگوس زمین پست پرفرازونشیبی وجود دارد.
بیشتر رشته‌کوه‌های پرتغال در شمال رود تاگوس ممتد است. این رشته‌کوه‌ها را می‌توان امتداد کوه‌های پیرنه دانست که از اسپانیا بدانجا کشیده شده‌اند. بر ارتفاعات همین رشته‌ها است که روزگاری قبایل سلتی ایبری ـ لوسیتانی‌ها ـ دژها و استحکاماتی بنا نهادند و گله‌های بز و گوسفند خود را در آن می‌چرانیدند و در عین حال با هم دست و پنجه نرم می‌کردند. در نواحی مرکزی تپه‌هایی وجود دارد پوشیده از جنگل‌های کاج، که در سده‌های گذشته برای متوقف ساختن توده‌های ریگ روان کاشته شده است.
از این جنگل‌ها استفاده‌های دیگری هم می‌شود، و آن تهیه الوار برای ساختن کشتی‌هایی است که در کارخانجات کشتی‌سازی اوپورتو و لیسبون ساخته می‌شود.
عمده‌ترین رودهای پرتغال رود تاگوس و رود دوئرو می‌باشند که هر دو از خاک اسپانیا سرچشمه می‌گیرند. تاگوس در دشت حاصلخیزی جاری است که محل پرورش دام است (بیشتر گاوهایی که برای مسابقات گاوبازی آماده می‌شوند، از این دشت است). لیسبون بزرگ‌ترین شهر پرتغال و پایتخت آن، نزدیک دهانه این رود قرار دارد.
دوئرو رودی است پرجوش و خروش که در دره‌های عمیق جریان یافته و تاکستان‌های نواحی کوهستانی اوپورتو را که دومین شهر بزرگ پرتغال است مشروب می‌سازد. قایق‌های موسوم به رابلوس با بادبان‌های سیاه یا قهوه‌ای، در تمام ساعات روز در شاخه‌های این رود رفت‌وآمد می‌کنند.
شهر لیسبون، پایتخت، بیش‌ترین ثروت کشور پرتغال را در خود ذخیره کرده و از شهرهای مهم اتحادیهٔ اروپا به‌شمار می‌آید؛ به‌طوری که ۴۵ درصد از کل تولیدات کشور به این ناحیه اختصاص دارد. شهر لیسبون قطب سیاسی پرتغال بوده و دولت این کشور در این شهر مستقر شده است.

### تقسیمات کشوری

ناحیه‌های پرتغال. شامل مناطق شمالی، مرکزی، لیسبوا، آلنتیژو، آلگاروه، مادیرا و آزور.

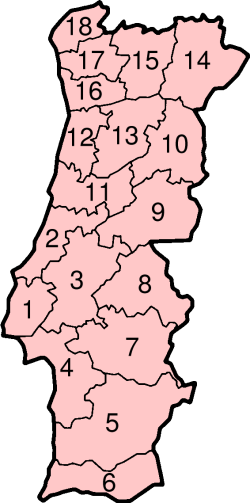
استان‌های پرتغال

کشور پرتغال به هفت ناحیه و دو منطقه خودمختار (عبارت از مجمع‌الجزایرها) بخش شده است. این کشور همچنین شامل هیجده استان است که در زیر مشخص شده‌اند.
1. لیسبون
2. لیریا
3. سانتاری
4. ستوبال
5. بژا
6. فارو
7. اوورا
8. Portalegre
9. Castelo Branco
10. Guarda
11. Coimbra
12. Aveiro
13. Viseu
14. Bragança
15. Vila Real
16. پورتو
17. براگا
18. Viana do Castelo

## اقتصاد
صنایع عمده پرتغال عبارت است از ماهیگیری، شراب‌سازی و مصنوعات چوب پنبه‌ای و غذای آماده و ساردین. کشتیهای ماهیگیری آنان برای صید ماهی تا سواحل نیوفاوندلند (یکی از ایالت‌های کانادا) و ایسلند پیش می‌روند و حداکثر بهره‌برداری را از دریا به عمل می‌آورند. شراب را در سرداب‌های کارخانجات شراب‌سازی در اوپورتو نگهداری می‌کنند تا کهنه شود. امروز قسمت عمده چوب‌پنبه‌ای که در جهان مصرف می‌شود از درختان چوب‌پنبه‌ای که در جنوب رود تاگوس می‌روید، به دست می‌آید.
در سال ۲۰۱۱ دولت پرتغال مقاومت زیادی در برابر وام خارجی کرد، اما سرانجام اذعان کرد که نتوانسته به اهداف سال ۲۰۱۰ برای کاهش کسری بودجه دست یابد.
ماه مارس ۲۰۱۱ دولت اقلیت سوسیالیست به‌دنبال شکست طرح ریاضتی اقتصادی‌اش در پارلمان استعفا داد.
در حالی که اعتصاب‌های عمومی در اعتراض به طرح ریاضت اقتصادی دولت پرتغال رایج‌اند اما پرتغال برای دریافت کمک‌های بین‌المللی برای پرداخت بدهی‌های خود ناچار است کسری بودجه خود را شدیداً کاهش دهد.
در سال ۲۰۱۴، پرتغال رسماً اعلام کرد که از بحران اقتصادی خارج شده است. همچنین دولت میانه‌گرا که در نوامبر سال ۲۰۱۵ به قدرت رسید، اعلام نمود که بودجه سال ۲۰۱۶ را بدون در نظر گرفتن ریاضت اقتصادی تدوین می‌نماید.

## مردم

مناطق پرتغالی‌زبان جهان.

بر اساس سرشماری سال ۲۰۰۱ جمعیت این کشور بالغ بر ۱۰٫۳۵۵٫۸۲۴ نفر بود که ۵۲٪ آن زن و ۴۸٪ آن مرد بود. در سرشماری سال ۲۰۱۱ این جمعیت به ۱۰٬۵۶۲٬۰۰۰ رسید که ۳۳۲٫۱۳۷ نفر آنها مهاجرین قانونی بودند.

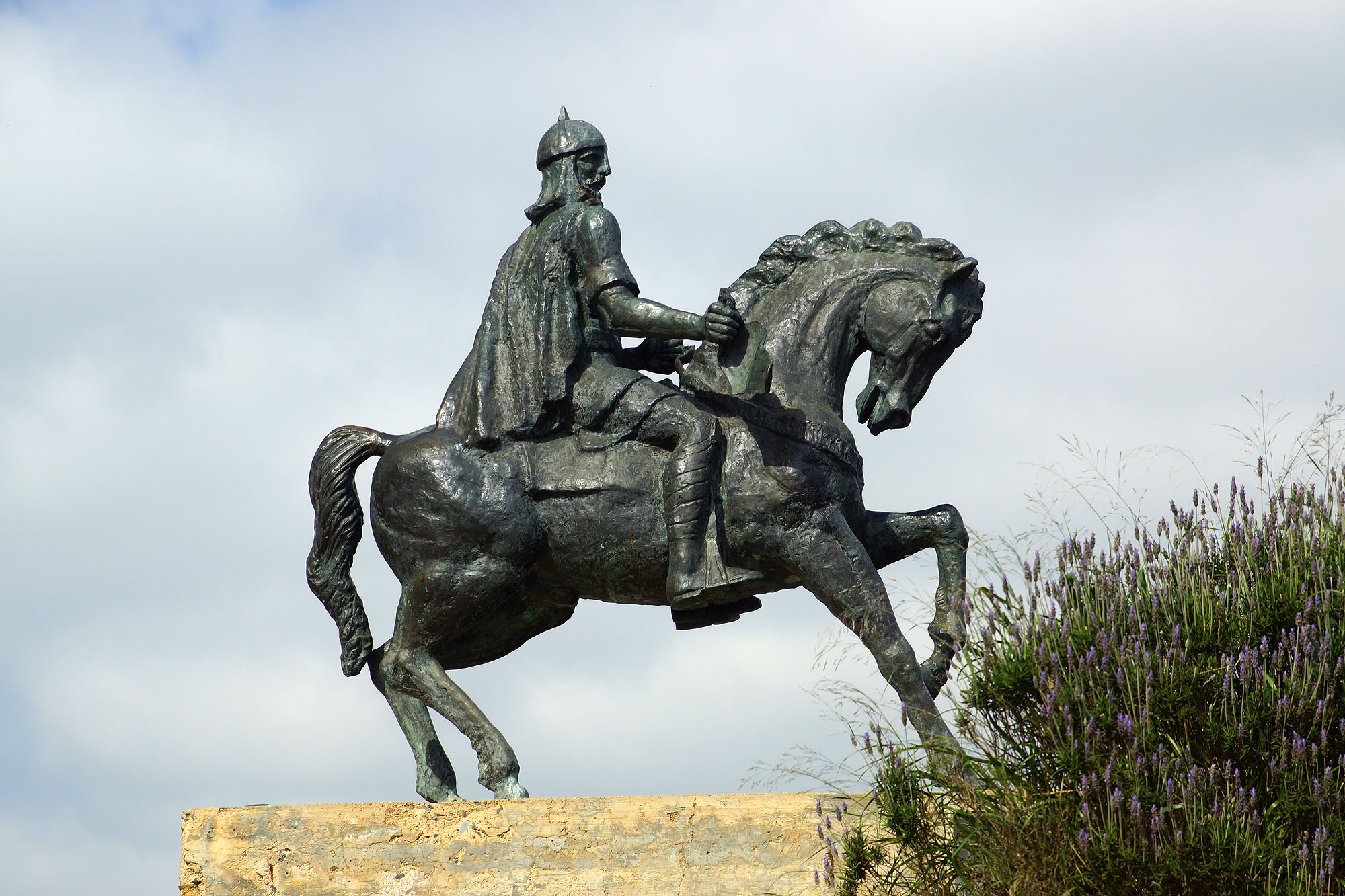
مجسمه ابن قسی اندلسی در شهر مرتولا، پرتغال

پرتغال از نظر قومی کشوری یک‌دست است و نزدیک به ۹۷ درصد از مردم آن را پرتغالیان تشکیل می‌دهند. در تمامی کشور زبان پرتغالی رایج است و تنها در روستاهای پیرامون «میراندا دو دورو» گویشی از زبان آستوری به نام می‌راندی صحبت می‌شود که آن هم از گویش‌های رومی‌تبار است. گویش می‌راندی در پرتغال به عنوان یک زبان اقلیتی رسمیت دارد. بیشتر جمعیت پرتغال کاتولیک رومی هستند.
امید به زندگی در پرتغال برای مردان، ۷۴/۶ سال و برای زنان ۸۱/۳۶ سال است. در حدود ۰/۴ درصد از مردم این کشور در سال ۲۰۰۱ میلادی به ویروس اچ‌آی‌وی مبتلا بودند که جمعیتی در حدود ۲۲ هزار نفر را شامل می‌شد. هرچند در این کشور دین رسمی تعیین نشده است، ۸۴٫۵ درصد از مردم آن کاتولیک و پیرو کلیسای رم هستند. زبان رسمی آن پرتغالی است.
بخش اعظم جمعیت پرتغال در کشتزارها، تاکستان‌ها، و جنگل‌ها کار می‌کنند و کار روزانه در مزارع پایه و اساس تفریحات و سرگرمی‌ها و حتی جشنها و اعیاد آنان است.
پایتخت پرتغال شهر لیسبون است که ۵۴۵٬۰۰۰ نفر جمعیت دارد. پورتو با ۲۳۸٬۰۰۰ نفر و براگا با ۱۸۹٬۰۰۰ نفر جمعیت بزرگ‌ترین شهرهای پرتغال هستند.

## فرهنگ

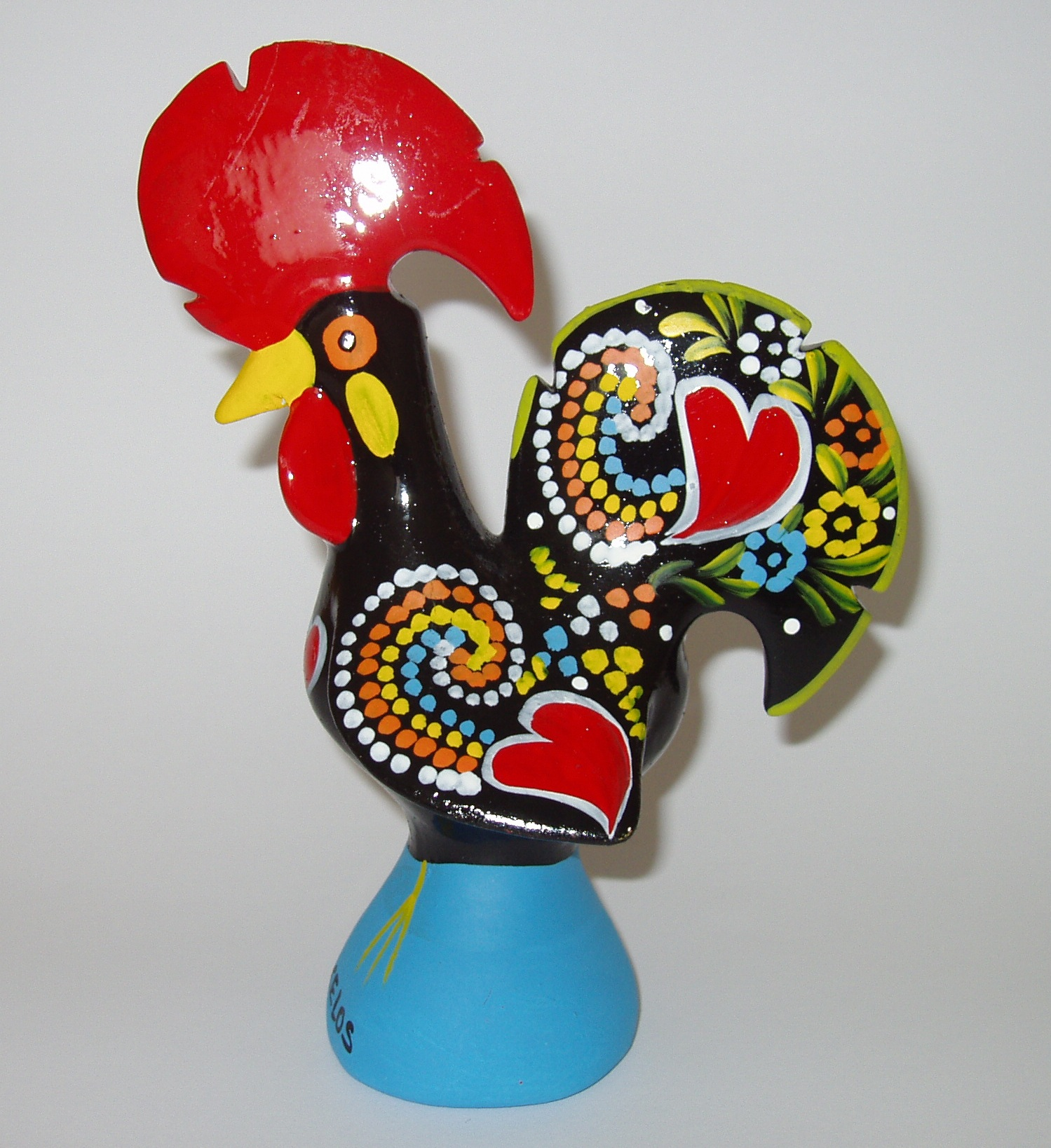
خروس بارسلوس نماد فرهنگی پرتغال

دست‌نوشته‌هایی که در بعضی صومعه‌های پرتغال وجود دارد متضمن ماجراها و افسانه‌های کهن و دیرینی است. این افسانه‌ها که مدرک و مبنای چکامه‌های حماسی پرتغال به‌شمار می‌رود، اکنون کلاً وارد تاریخ گذشته این کشور شده است.
- ادبیات پرتغال
- فوتبال در پرتغال
- فرهنگ کاتولیک